# Árpád Tóth
Árpád Tóth (14 de abril de 1886 em Arad – 7 de novembro de 1928 em Budapeste) foi um poeta e tradutor húngaro.
Tóth foi para o ginásio (ensino médio) em Debrecen e depois estudou alemão e húngaro na Universidade de Budapeste. Em 1907, seus poemas começaram a aparecer nos jornais A Hét e Vasárnapi Újság e depois de 1908 em Nyugat. Em 1911, tornou-se crítico de teatro do jornal Debreceni Nagy Újság.
Em 1913, tornou-se tutor de uma família rica e recebeu um pouco de renda com a escrita, mas ainda vivia na pobreza. A tuberculose o levou a descansar no Sanatório Svedlér, nas Montanhas Tatra.
Durante o período do governo revolucionário após a Primeira Guerra Mundial, ele se tornou secretário da Academia Vörösmarty, mas perdeu a posição e não conseguiu encontrar novos trabalhos após a queda do governo.[carece de fontes?] Ele permaneceu pobre e doente de tuberculose pelo resto da vida, sucumbindo à doença em Budapeste em 1928. Seu sofrimento prolongado o levou a considerar o suicídio a certa altura — embora ele tenha se juntado à equipe da Az Est em 1921.
Em Debrecen, um ginásio com o nome dele. Em abril de 2011, o Banco Nacional da Hungria emitiu uma moeda de prata comemorativa comemorando o 125º aniversário do nascimento do poeta.

## Trabalho
Ele era um grande poeta lírico e contribuiu para a Nyugat School. Seus temas principais se concentraram em felicidade e resignação fugazes.
Ele traduziu Milton, Oscar Wilde, Shelley, Keats, Baudelaire, Flaubert, Gautier, Maupassant e Chekhov.